# Játsz/ma
A Játsz/ma (eredeti cím: The Game) egy 1997-ben bemutatott amerikai pszichológiai thriller.
A rendező David Fincher, a két főszereplő  Michael Douglas és Sean Penn.
A történet egy középkorú bankárról szól, aki születésnapján különleges ajándékot kap: jelentkezik egy játékba, ami során nem csak a környezete, hanem önmaga is halálos veszélybe kerül.
A filmet a közepes bevételi eredmények ellenére is kedvelték a kritikusok és Fincher előző filmjéhez, a Hetedikhez hasonlították.
A Játsz/ma 44. helyen szerepel a Bravo tévéműsor Minden idők 100 legrémisztőbb filmes monumentumai listáján.
Magyarországon 1998. március 5-én mutatták be.

## Cselekmény
|  | Alább a cselekmény részletei következnek! |

Nicholas Van Orton (Michael Douglas) egy harmadik generációs bankár, aki senkiben nem tud hinni, csak a tőzsdeindexben. Saját világa is túlméretezett díszlet. 48. születésnapján öccsétől, Conradtól (Sean Penn), aki éppen most jött ki az elvonóról, egy különleges ajándékot kap: egy kártyát, amin egy úgynevezett Civil Rekreációs Szolgálat (CRS) ajánl érdekes alkalmat. Nicholas először nem rajong a részvételért, ám későbbi túlzott kíváncsisága miatt felkeresi a cég irodáját. Ott felmérik, majd tájékoztatják, a játszma bármikor elkezdődhet, ám azt, hogy voltaképp mi is ez a játék, Nicholas nem tudja meg.
Nem sokkal később kezdetét veszi valami, aminek során Nicholasnak  a saját élete forog kockán, közben fogalma sincs arról, mit is akarnak tőle valójában, és ki áll az egész dolog mögött. Megszökik Christine-nel, egy étteremben dolgozó nővel, ám az később elárulja és elkábítja a férfit.
Nicholas Mexikóban tér magához és mivel a cég a bankszámláját is leszívta, hosszú utat tesz meg, hogy visszajusson San Franciscóba. Találkozik exnejével egy étkezdében, ám ott újabb nyomokat talál, aminek segítségével eljuthat ahhoz a férfihoz, aki a teszt során felmérte őt.
Majd eljut a CRS központjába, ahol gépfegyveres őrök támadnak rá. Nicholas a tetőre menekül, ahol megjelenik Christine is. A nő próbálja győzködni a férfit, hogy ez is a játék része. Nicholas nem hisz neki, majd véletlenül lelövi az öccsét, aki épp akkor jön fel, a többi barátjával együtt, felköszönteni Nicholast. Ezután a férfi kétségbeesik és leveti magát a tetőről.
Ám lent egy hatalmas légzsák várja, aminek köszönhetően a férfi túléli a zuhanást. Hamarosan fény derül rá, hogy a tetőn lejátszódó események is a játék részei voltak, beleértve az öccse „lelövését” is. Ezután felköszöntik Nicholast, aki a játék során megtanulta becsülni és élvezni az életet.
A film végén Christine távozni készül, mivel a CRS Ausztráliába költözik. Nicholas nem akarja, hogy a nő elmenjen, végül Christine meghívja a férfit, hogy igyanak meg a reptéren egy csésze kávét. Nicholas játszmájának úgy tűnik, vége van (ám  biztos lehet benne?).

### Alternatív befejezés
A DVD-kiadáson szereplő befejezésben Nicholas a parti közben kilép az utcára, majd körülnéz. Ezután az étteremnél álló férfi felajánlja neki, hogy hív egy taxit. Nicholas visszautasítja az ajánlatot (utalva ezzel a film egyik korábbi jelenetére, mikor Nicholast csapdába ejtette egy taxis, majd a folyóba lökte a kocsit).
|  | Itt a vége a cselekmény részletezésének! |

## Szereplők
| Színész             | Szerep                 | Magyar hang        | Magyar hang        |
| Színész             | Szerep                 | 1. szinkron (1998) | 2. szinkron (2001) |
| ------------------- | ---------------------- | ------------------ | ------------------ |
| Michael Douglas     | Nicholas van Orton     | Dörner György      | Dörner György      |
| Sean Penn           | Conrad van Orton       | Stohl András       | Kaszás Attila      |
| James Rebhorn       | Jim Feingold           | Dunai Tamás        | Dunai Tamás        |
| James Rebhorn       | Jim Feingold           | Dunai Tamás        | Szokolay Ottó      |
| Deborah Kara Unger  | Christine/Claire       | Tóth Enikő         | Tóth Enikő         |
| Peter Donat         | Samuel Sutherland      | Rajhona Ádám       | Bács Ferenc        |
| Carroll Baker       | Ilsa                   | Kassai Ilona       | Kassai Ilona       |
| Armin Mueller-Stahl | Anson Baer             | Makay Sándor       | Tordy Géza         |
| Anna Katarina       | Elizabeth              | Náray Erika        | Nyakó Júlia        |
| Charles Martinet    | Nicholas apja          | nem szólal meg     | nem szólal meg     |
| Mark Boone Junior   | kétes magánnyomozó     | Szűcs Sándor       | Földi Tamás        |
| Tommy Flanagan      | jogtanácsos / taxis    |                    |                    |
| Spike Jonze         | egészségügyi technikus |                    |                    |
| Linda Manz          | Amy                    |                    |                    |
| Daniel Schorr       | önmaga (bemondó)       | Versényi László    | Versényi László    |

## Produkció
A Játék alapjául az 1980-ban készült Midnight Madness film szolgált, amiben Michael J. Fox játszott.
A főszerepet eredetileg Jodie Foster játszotta volna, ám a film gyártója, a PolyGram elvette tőle. Az ügy állítólag abból indult ki, hogy Foster beperelte a céget egy nem ismert összeg miatt. A színésznő Nicholas lányának vagy testvérének szerepére volt kijelölve, ám később Sean Pennt szerződtették, így az eredeti elképzeléseket meg kellett változtatni a karaktert illetően. 
A forgatás során Deborah Karen Ungar az egyik meneküléses jelenetben eltörte egyik lábcsontját, amikor egy szemeteskonténerbe ugrott, amibe valódi patkányokat raktak.
Azt a jelenetet, mikor Nicholas a San Francisco-öbölbe zuhan a taxival, egy kis hangterű rekeszben filmezték, amit egy hagyományos taxi hátsó ülésének megfelelően rendeztek be és három különböző kameraállásból vették fel.
Amikor Nicholas belép a Nikko Hotelbe, ugyanazt a helyszínt láthatjuk, ahol Arnold Schwarzenegger és Jamie Lee Curtis táncolt a Két tűz között (1994) című filmben. Ugyanitt látható egy rövid ideig a televízióban Tony Tedeschi szexfilm-csillag.
A két kéz, amit láthatunk a fürdőszobai jelenetben, a film operatőrének, Harris Savidesnek a kezei. Spike Jonze feltűnik egy kisebb cameoszerepben: ő az egyik orvos, aki megvizsgálja Nicholast, miután az leveti magát a tetőről.
Linda Manz, aki Terrence Malick 1978-as filmjében, a Mennyei napokban szerepelt, itt egy Amy nevű nőt alakít, aki Christine szobatársa. Abban a jelenetben, mikor Nicholas bemegy a kínai étterembe, a falon található egyik kép egy dedikált Linda Manz fotó a Mennyei napokból.
Eredetileg a CNN egyik bemondóját kérték volna fel ahhoz a jelenethez, ahol Nicholas a tévébemondóval társalog a tévéjén, de a tévétársaság akkori szabályzata megtiltotta a riportereknek, hogy fikciós filmekben szerepeljenek, ezért aztán a CBS veterán riportere, Daniel Schorr játszotta el a szerepet. (Érdekesség, hogy az 1. magyar változatban magázódnak, a 2.-ban viszont tegeződnek.)

## Forgatási helyszínek
A filmet elsősorban San Francisco városában forgatták, az utolsó jeleneteket a Palace Hotelben vették fel a Montgomery Streeten. A helyszín Fincher szándékos kiválasztásán alapult, mivel a város nagy jelentőségű volt Michael Douglas karrierjében. Olyan filmjei játszódtak itt, mint az 1970-es években vetített tv-sorozat, a San Francisco utcáin és az 1992-ben készült Elemi ösztön.
Nicholas filmbeli háza valójában a történelmi jelentőségű Filoli-kastély, ami San Franciscótól 40 km-re lévő Woodside-ban található.

## Fogadtatás
A filmet jól fogadták a kritikusok, hazájában 48 millió dollárt, Amerikán kívül 61 milliót hozott. A Rotten Tomatoes honlapon 79%-ot kapott, így kiérdemelte a "Friss" minősítést. A Metacritic 61 pontot adott a maximális 100-ból. Roger Ebert kritikus 3,5 pontra értékelte a filmet a 4-ből, külön megdicsérte a film fordulatait, Douglas alakítását és mondatait. Az Internet Movie Database oldalon 7,7 ponton áll, ami igen magasnak mondható összértékelés.